# Кюкей
Кюке́й (якут. Күүкэй) — село в Сунтарском улусе Республики Саха (Якутия) России. Административный центр и единственный населённый пункт Кюкейского наслега.

## География
Село находится в юго-западной части Якутии, в правобережной части долины реки Вилюй, на северном берегу озера Кюкей, на расстоянии примерно 66 км (по прямой) к северу от села Сунтар, административного центра улуса.
Климат
Климат характеризуется как резко континентальный. Средняя температура воздуха самого тёплого месяца (июля) составляет 17-18 °C; самого холодного (января) — −34 − −50 °C. Среднегодовое количество атмосферных осадков составляет 250—300 мм.
Часовой пояс
Село Кюкей находится в часовой зоне МСК+6. Смещение применяемого времени относительно UTC составляет +9:00.

## Население
| 2002 | 2010 | 2012 | 2013 | 2014 | 2015 | 2016 |
| ---- | ---- | ---- | ---- | ---- | ---- | ---- |
| 345  | ↗394 | ↘390 | ↘388 | ↘386 | ↘383 | →383 |
| 2017 | 2018 | 2019 | 2020 | 2021 |      |      |
| ↗385 | ↘378 | ↗383 | →383 | ↗390 |      |      |

Половой состав
По данным Всероссийской переписи населения 2010 года в гендерной структуре населения мужчины составляли 52,3 %, женщины — соответственно 47,7 %.
Национальный состав
Согласно результатам переписи 2002 года, в национальной структуре населения якуты составляли 96 % из 345 чел.

## Улицы
| - пер. Булгунньах, - ул. Коммунарская, - ул. Комсомольская, - ул. Львова, - ул. Майака, | - ул. Мэнэ, - ул. Налыы, - ул. Партизанская, - ул. Самсонова, - ул. Тэрэнтэй. |